# Marianna Schrader
Schwester Marianna Schrader OSB, geb. Maria Charlotte Schrader (* 24. Februar 1882 in Darmstadt; † 27. September 1970 in Eibingen), war Benediktinerin in der Abtei St. Hildegard in Rüdesheim-Eibingen.

## Leben und Wirken
Marianna Schrader kam 1882 als Tochter des Postassistenten Heinrich Schrader und dessen Ehefrau Josephine geb. Heidenreich in Dortmund zur Welt. Dort wuchs sie mit ihren vier Geschwistern auf, bis die Familie 1891 nach Mannheim umzog. Nach dem Besuch des Instituts der Englischen Fräulein in Bensheim (ab 1896) studierte sie am höheren Lehrerinnenseminar in Darmstadt. Anschließend setzte sie ihre Studien in Belgien fort und beendete diese mit einem Examen in Französisch.
Marianna Schrader trat am 2. September 1910 in die Abtei St. Hildegard ein. Während des Noviziats erhielt sie den Namen Maria Anna (genannt Sr. Marianna). Am 14. Juni 1912 legte sie die Profess ab. Im Rahmen ihrer Ordenszugehörigkeit übte sie die Ämter einer Cellerarin, Archivarin und Sakristanin aus. Unter der Leitung von Max Domarus war sie am Aufbau des Abtei-Archivs beteiligt. Sie veröffentlichte 37 Schriften, insbesondere zu kirchenhistorischen Themen, und hinterließ fünf Manuskripte. Sie machte sich unter anderem mit Studien über die Geschichte der Klöster Rupertsberg und Eibingen verdient.
Den Schwerpunkt ihres Wirkens bildete die Erforschung des Lebens und der Schriften der heiligen Hildegard von Bingen. Unter anderem wies Marianna Schrader nach, dass diese in Bermersheim bei Alzey geboren wurde. Zusammen mit Schwester Adelgundis Führkötter veröffentlichte sie eine Monografie über Die Echtheit des Schrifttums der Heiligen Hildegard von Bingen, die in Fachkreisen mit großer Anerkennung aufgenommen wurde. Ihre Forschungsarbeiten haben die Hildegard-Rezeption maßgeblich gefördert. Sie bildeten die Grundlage für die Erhebung zur Kirchenlehrerin und für die Heiligsprechung Hildegard von Bingen durch Papst Benedikt XVI. 2012. 
Darüber hinaus setzte Marianna Schrader sich für kirchliche Reformen ein, insbesondere für die Aufwertung der Frauen in der katholischen Kirche. Sie setzte sich für die Wiedereinführung des Amtes der Diakonin ein. Über diese Form der Frauenordination stand sie im Austausch mit zahlreichen katholischen Theologen. Von 1961 an, fast 80-jährig, trug sie ihre Forderung mit großem Engagement verschiedenen Konzilsvätern des Zweiten Vatikanischen Konzils vor. Die Würzburger Synode nahm ihr Anliegen auf.
Marianna Schrader starb 1970 im Alter von 88 Jahren in der Abtei St. Hildegard in Eibingen.

## Veröffentlichungen (Auswahl)
- Heimat und Sippe der deutschen Seherin Sankt Hildegard. O. Müller, Salzburg 1941.
- Sankt Hildegards Leben: Dem Volke erzählt. Matthias-Grünewald-Verlag, Mainz 1949.
- Marianne Schrader, Adelgundis Führkötter: Die Echtheit des Schrifttums der Heiligen Hildegard von Bingen. Böhlau, Köln/Graz 1956.